# Margaret Ménégoz
Margaret Ménégoz , született: Baranyai Margit Katalin (Budapest, 1941. április 21. – 2024. augusztus 7.) magyar származású kétszeres BAFTA- és César-díjas német-francia filmproducer és filmforgalmazó. Több mint 60 produkcióban vett részt, melyek közül a legsikeresebb Michael Haneke 2012-ben Oscar-díjjal elismert Szerelem című alkotása.

## Életpályája
Soroksári dunai sváb családba született, apja katonatiszt volt, anyja háztartásbeli. Miután apját családegyesítés címén hazaengedték a szovjet fogságból, a családot kitelepítették a németországi Baden-Württembergbe. Stuttgartban járt gimnáziumba, de nem érettségizett le. 1958-ban Svájcba ment, ahol „au pairként” munka mellett francia nyelvet tanult. Az 1960-ban visszatérve egy kis német gyógyszerészeti filmeket gyártó cégnél helyezkedett el filmvágóként. Egy berlini rövidfilmfesztiválon ismerkedett meg későbbi férjével, a francia dokumentumfilmes Robert Ménégozzal, akit követett Párizsba, s aki mellett alaposabban megismerte a műfajt és szerzett tapasztalatokat a filmkészítés terén.
Az 1970-es évek elején helyezkedett el az Éric Rohmer és Barbet Schroeder által 1962-ben alapított, a francia új hullám egyik zászlóshajójának számító Les Films du Losange filmgyártó cégnél, mint „mindenes titkárnő”, s mivel anyanyelvi szinten beszélt németül, Éric Rohmer maga mellé vette felvételvezető gyakornoknak, a francia-német koprodukcióban készülő O. márkiné forgatásához. Rohmer mellett tanulta ki a filmproduceri munka fortélyait.
1975-ben lett a Les Films du Losange ügyvezető igazgatója. Az 1980-as évek elején Margaret Ménégoz kiszélesítette a produkciós cég tevékenységi körét; a két alapító rendező alkotásai mellett más rendezők filmjeinek elkészítését is végezték. 1985-ben újabb bővítést hajtott végre: a cég immár filmforgalmazással és nemzetközi eladással is foglalkozott.
2003–2009 között a francia filmművészetet világszerte népszerűsítő szervezet, az UniFrance elnöke volt. 2009-ben visszatért produkciós cégéhez, melyet 2021 júliusáig igazgatott. Producerként olyan neves rendezőkkel dolgozott együtt mint Éric Rohmer, Barbet Schroeder, Wim Wenders, Rainer Werner Fassbinder, Lars von Trier, Andrzej Wajda, Roger Planchon, Jean-Claude Brisseau vagy Michael Haneke.
1990-ben a 40. berlini nemzetközi filmfesztivál, 1991-ben pedig a 44. cannes-i filmfesztivál zsűrijének tagja. 
Tagja a francia filmbizottágok hálózatát összefogó, a forgatásokat és az utómunkákat támogató és összehangoló Film France nemzeti filmbizottságnak, valamint a César-díjak szervezését végző Filmművészeti és Filmtechnikai Akadémiának. 2020-ban, amikor röviddel a díjátadó előtt lemondott a válságba került Akadémia igazgatótanácsának elnöke, őt bízták meg a szervezet vezetésével a rendkívüli közgyűlésig. 2020 őszén, a szervezet megújításakor elvesztette az Oscar-díjas film alkotójaként addig automatikusan megkapott küldötti státuszát.
Az Európai Filmakadémia tagja; fontos számára az európaiság. Így vall erről:
Amikor Wim Wenders átvette Bergmantól az Európai Filmakadémia elnöki posztját, felkért, hogy csatlakozzam a szervezethez (...) Ez egy esély, hogy találkozzak más európai országok filmeseivel; nem igazán van anyanyelvem, nem igazán van nemzetiségem, szóval számomra természetes, hogy Európa felé fordulok...
1962-ben ment férjhez Robert Ménégoz (1928–2013) francia filmrendezőhöz. 1968-ban született gyermekük, Mathias Menegoz, neurokémiai kutatóorvos, aki később elismert regényíró lett.
Német, francia, angol és magyar nyelven beszél.

## Filmjei
- 1974 : Céline és Julie csónakázik (Céline et Julie vont en bateau) (r.: Jacques Rivette)
- 1976 : O. márkiné (Die Marquise von O) (r.: Éric Rohmer) (felvételvezető gyakornok)
- 1976 : Goldflocken (r.: Werner Schroeter)
- 1977 : Az amerikai barát (Der amerikanische Freund) (r.: Wim Wenders)
- 1978 : Perceval lovag (Perceval le Gallois) (r.: Éric Rohmer)
- 1978 : Koko, a beszéló gorilla (Koko, le gorille qui parle) (r.: Barbet Schroeder)
- 1978 : Passe-montagne (r.: Jean-François Stévenin)
- 1980 : So weit das Auge reicht (r.: Erwin Keusch)
- 1981 : A kaméliás hölgy igaz története (La storia vera della signora dalle camelie) (r.: Mauro Bolognini)
- 1981 : A pilóta felesége (La femme de l’aviateur) (r.: Éric Rohmer)
- 1981 : Északi híd (Le pont du Nord) (r.: Jacques Rivette)
- 1982 : Lettres d’amour en Somalie (r.: Frédéric Mitterrand)
- 1982 : Jó házasság (Le beau mariage) (r.: Éric Rohmer)
- 1983 : Danton (r.: Andrzej Wajda)
- 1983 : Pauline a strandon (Pauline à la plage) (r.: Éric Rohmer)
- 1983 : Liberty belle (r.: Pascal Kané)
- 1983 : Un jeu brutal (r.: Jean-Claude Brisseau)
- 1984 : Józan őrület (Les Nuits de la pleine lune) (r.: Margarethe von Trotta)
- 1984 : Tricheurs (r.: Barbet Schroeder)
- 1984 : Tartuffe (r.: Gérard Depardieu)
- 1984 : Mauvaise conduite (r.: Néstor Almendros, Orlando Jiménez Leal)
- 1984 : Swann szerelme (Un amour de Swann) (r.: Volker Schlöndorff)
- 1984 : Flügel und Fesseln (r.: Helma Sanders-Brahms)
- 1984 : Teliholdas éjszakák (Les Nuits de la pleine lune) (r.: Éric Rohmer)
- 1985 : Charles Bukowski par Barbet Schroeder (r.: Barbet Schroeder)
- 1986 : A zöld sugár (Le rayon vert) (r.: Éric Rohmer)
- 1987 : A barátnőm barátja (L'ami de mon amie) (r.: Éric Rohmer)
- 1987 : Dandin (r.: Roger Planchon)
- 1988 : Ördögök (Les possédés) (r.: Andrzej Wajda)
- 1988 : De bruit et de fureur (r.: Jean-Claude Brisseau)
- 1989 : Noce blanche (r.: Jean-Claude Brisseau)
- 1990 : A tavasz meséje (Conte de printemps) (r.: Éric Rohmer)
- 1990 : Európa, Európa (Europa Europa) (r.: Agnieszka Holland)
- 1991 : Le jour des rois (r.: Marie-Claude Treilhou)
- 1992 : 'A tél meséje (Conte d'hiver) (r.: Éric Rohmer)
- 1992 : L'échange (r.: Frédéric Planchon)
- 1992 : La règle du je (r.: Françoise Etchegaray)
- 1993 : Louis, enfant roi (r.: Roger Planchon)
- 1996 : A nyár meséje (Conte d'été) (r.: Éric Rohmer)
- 1996 : Le bel été 1914 (r.: Christian de Chalonge)
- 1996 : Les enfants de l'automne (r.: Christian de Chalonge)
- 1998 : Lautrec (r.: Roger Planchon)
- 1998 : Az ősz meséje (Conte d'automne) (r.: Éric Rohmer)
- 1999 : A mort la mort! (r.: Romain Goupil)
- 2000 : A férfiak évada (La saison des hommes) (r.: Moufida Tlatli)
- 2000 : Bérgyilkosok madonnája (La vierge des tueurs (r.: Barbet Schroeder)
- 2002 : Une pure coïncidence (r.: Romain Goupil)
- 2003 : Farkasok ideje (Le temps du loup) (r.: Michael Haneke)
- 2003 : Raja (r.: Jacques Doillon)
- 2004 : Hagyj békén (Ne fais pas ça!) (r.: Luc Bondy)
- 2004 : Ne quittez pas! (r.: Arthur Joffé)
- 2005 : Rejtély (Caché) (r.: Michael Haneke)
- 2008 : Egy pillanatnyi szabadság (Ein Augenblick Freiheit) (r.: Arash T. Riahi)
- 2008 : Érzelemgyár (La fabrique des sentiments) (r.: Jean-Marc Moutout)
- 2009 : A fehér szalag (Das weiße Band) (r.: Michael Haneke)
- 2010 : Kezeket fel, srácok! (Les mains en l'air) (r.: Romain Goupil)
- 2011 : De bon matin (r.: Jean-Marc Moutout)
- 2012 : Szerelem (Amour) (r.: Michael Haneke)
- 2013 : A másik haza (Die Andere Heimat - Chronik einer Sehnsucht) (r.: Edgar Reitz)
- 2015 : Les jours venus (r.: Romain Goupil)
- 2015 : Amnesia (r.: Barbet Schroeder)
- 2015 : Gyermekábránd (Une enfance) (r.: Philippe Claudel)
- 2017 : Le vénérable W. (r.: Barbet Schroeder)
- 2017 : Happy End (r.: Michael Haneke)
- 2020 : Hableány (Undine) (r.: Christian Petzold)

## Elismerések

### Kitüntetés
- 2016 : A Francia Nemzeti Érdemrend parancsnoka (tiszt: 2007) [24]

### Fontosabb díjak, jelölések
- 1982 : díj – Louis Delluc-díj (Danton)
- 1983 : jelölés – 8. César-gála – legjobb film (Danton)
- 1984 : díj – 37. BAFTA-gála – legjobb idegen nyelvű film (Danton)
- 1985 : jelölés – 10. César-gála – legjobb film (Teliholdas éjszakák)
- 1986 : díj – Velencei Nemzetközi Filmfesztivál – Arany Oroszlán (A zöld sugár)
- 2007 : díj – 20. Európai Filmdíj-átadó – Eurimages-díj [25]
- 2009 : díj – 62. Cannes-i Fesztivál – Arany Pálma (A fehér szalag)
- 2009 : díj – 22. Európai Filmdíj-átadó – legjobb európai film (A fehér szalag)
- 2009 : díj – FIPRESCI – Nagydíj (A fehér szalag)
- 2010 : díj – 67. Golden Globe-gála – legjobb idegen nyelvű filmn (A fehér szalag)
- 2010 : jelölés – 35. César-gála – legjobb külföldi film (A fehér szalag)
- 2010 : jelölés – 63. BAFTA-gála – legjobb idegen nyelvű film (A fehér szalag)
- 2010 : jelölés – 82. Oscar-gála – legjobb idegen nyelvű film [26] (A fehér szalag)
- 2012 : díj – 65. Cannes-i Fesztivál – Arany Pálma (Szerelem)
- 2012 : díj – 20. Európai Filmdíj-átadó – legjobb európai film (Szerelem)
- 2013 : díj – 66. BAFTA-gála – legjobb nem angol nyelvű film (Szerelem)
- 2013 : díj – 70. Golden Globe-gála – legjobb idegen nyelvű film [26] (Szerelem)
- 2013 : jelölés – 85. Oscar-gála – legjobb film (Szerelem)
- 2013 : díj – 85. Oscar-gála – legjobb idegen nyelvű film (Szerelem)
- 2013 : díj – 38. César-gála – legjobb film (Szerelem)
- 2013 : díj – Locarnói Nemzetközi Filmfesztivál – Raimondo Rezzonico-díj (életműdíj)